# Schwarzschopfkiebitz
Der Schwarzschopfkiebitz (Vanellus tectus) ist eine afrikanische Art aus der Familie der Regenpfeifer. Es werden zwei Unterarten unterschieden. Er ist ein Charaktervogel der Sahelzone und an ein Leben in semiariden Regionen angepasst.

## Beschreibung
Der Schwarzschopfkiebitz erreicht eine Körperlänge von 25 bis 27 Zentimeter und ist damit etwa so groß wie ein Spornkiebitz. Es besteht kein Sexualdimorphismus. Charakteristisch für den Schwarzschopfkiebitz ist die kurze, schwarze Federhaube und der rote Hautlappen vor dem Auge.
Der Kopf ist schwarz mit einer kleinen, weißen Partie an der Stirn und Schnabelansatz. Ein breiter weißer Überaugenstreif zieht sich bis zum Nacken. Vom Vorderhals verläuft eine dünne schwarze Linie über die Brustmitte. Die übrige Körperunterseite ist weiß. Die Körperoberseite und die Brustseiten sind blass braun. Die Schwingen sind schwarz. Die Oberflügeldecken sind überwiegend blass braun, wobei die weißen Spitzen der großen Armdecken und der Handdecken ein weißes Flügelband bilden. Die Iris ist gelb. Der Schnabel ist rot mit einer schwarzen Spitze. Die Beine sind karminrot. Jungvögel unterscheiden sich von den adulten Schwarzschopfkiebitze durch rahmfarbene Federsäume auf der Körperoberseite. 
Erregte Schwarzschopfkiebitze richten ihre Federhaube ruckartig auf und ziehen den Kopf und den Hals ein, während sie mit dem Schwanz zucken.

## Verbreitung
Der Schwarzschopfkiebitz kommt in einem Gebiet vor, das vom Senegal und von Gambia und Mauretanien bis zur Küste des Roten Meers und in südlicher Richtung bis zum Norden Ugandas, dem Osten Kenias und dem Süden Somalias reicht. In Kenia ist der Schwarzschopfkiebitz verhältnismäßig selten und kommt nur in den semiariden Ebenen südlich und südöstlich des zentralen Hochlands vor, was auf eine Konkurrenz mit dem Kronenkiebitz zurückzuführen ist. In Äthiopien kommt die Art gewöhnlich in Höhenlagen unter 1.200 Höhenmetern vor, gelegentlich wird sie aber noch in Höhen von 1.500 bis 2.000 Metern beobachtet.
Die Unterart Vanellus tectus tectus ist die weiter verbreitete Unterart und kommt im Sahelgürtel von Mauretanien, Senegal und Gambia bis zum Afrikanischen Grabenbruch und dem Nordosten Somalia vor. Die Unterart Vanellus tectus latifrons besiedelt den Süden Somalias und den Osten Kenias. Sie unterscheidet sich von der Nominatform durch geringere Körpergröße, kürzere Flügellänge und durch einen breiteren Überaugenstreif. 
Der Schwarzschopfkiebitz ist überwiegend ein Standvogel. Abhängig von Regenfällen scheint es jedoch lokale Zugbewegungen zu geben. 

## Lebensraum und Lebensweise
Der Lebensraum des Schwarzschopfkiebitz sind trocken-heiße Regionen. Er kommt überwiegend in sandigem Gelände mit einzelnen Grasbüschen und niederem Buschwerk sowie in der ariden Dornbuschsavanne vor. Schwarzschopfkiebitze suchen überwiegend während der Nacht ihre Nahrung. Diese besteht aus diversen Insekten und Weichtieren. 
Wie die meisten Kiebitze scharrt der Schwarzschopfkiebitz eine flache Mulde, die mit Gras oder anderem verfügbaren Material ausgepolstert wird. Das Gelege besteht aus zwei bis drei Eiern. Diese sind auf lehmfarbenem Grund schwarz gefleckt und getupft.

## Belege

### Einzelbelege
1. ↑   Colston et al., S. 65
2. ↑   Colston et al., S. 66
3. ↑   Delany et al., S. 143